# Balthazar Bekker
Pour les articles homonymes, voir Bekker.
Balthazar Bekker est un théologien hollandais, né à Metslawier dans la Frise, le 20 mars 1634, mort à Amsterdam le 11 juin 1698.

## Biographie
Fils d'un pasteur allemand de Bielefeld, il fait ses études à Groningue, et à Franeker. Devenu le recteur de l'école latine locale, il est nommé en 1657 pasteur à Oosterlittens et est l'un des premiers à prêcher dimanche après-midi.
Partisan de Descartes, il soutient que sa philosophie n'est pas inconciliable avec la théologie et devient suspect de socinianisme. Il est alors inquiété pour ses opinions philosophiques et religieuses. 
À partir de 1679, il travaille à Amsterdam, après avoir été chassé de Frise. En 1683, il voyagea en Angleterre et en France. En deux mois, Bekker visite Londres, Cambridge, Oxford, Paris et Louvain, avec un grand intérêt pour l'art de la fortification.

## Œuvres
Ses principaux ouvrages sont : 
- le Monde enchanté, 1691.Traduit en français dès 1694, dans lequel il réfute l'opinion vulgaire sur l'influence du démon.
- Recherche sur les comètes, 1683.Il y combat, avec Bayle, le préjugé relatif à l'influence maligne de ces astres.

## Sources
Cet article comprend des extraits du Dictionnaire Bouillet. Il est possible de supprimer cette indication, si le texte reflète le savoir actuel sur ce thème, si les sources sont citées, s'il satisfait aux exigences linguistiques actuelles et s'il ne contient pas de propos qui vont à l'encontre des règles de neutralité de Wikipédia.